# نورة البراهيم
نورة عبد المحسن أحمد البراهيم (من مواليد 17 سبتمبر 1998) هي لاعبة كرة قدم سعودية محترفة تلعب كمهاجمة لنادي الشباب السعودي في الدوري السعودي الممتاز والمنتخب السعودي للسيدات.

## مسيرتها الكروية
بدأت نورة لعب كرة القدم في سن العاشرة. في عام 2019، كانت تلعب مع نادي "التحدي" ومقره الرياض، قبل أن تتعرّض لإصابة في الركبة أبعدتها عن اللعب لمدة ستة أشهر.

### اليمامة (2020–2023)
في عام 2020، انضمت نورة إلى اليمامة قادمةً من التحدي، وفي 26 نوفمبر 2021، سجلت أول هدف تنافسي لها في بطولة كرة القدم الإقليمية الغربية للسيدات اتحاد السعودية لكرة القدم ضد نادي التحدي (الهلال الآن). وفي وقت لاحق حصلت نورة مع اليمامة على برونزية البطولة الوطنية لكرة القدم.
لعبت نورة أيضًا مع نادي اليمامة لكرة الصالات وكانت جزءًا من الفريق الذي فاز بأول بطولة لكرة الصالات للسيدات في المملكة والتي نظمها الاتحاد السعودي لكرة القدم.

### الشباب (2023–الآن)
بعد استحواذ الشباب على نادي اليمامة في أبريل 2023. وقعت إبراهيم مع الشباب في أغسطس 2023. في أغسطس 2023، ظهرت لأول مرة مع الشباب في 14 أكتوبر 2023، في مباراة خارج أرض موسم 2023–24 ضد الأهلي.

## مسيرتها الدولية
في عام 2019، كانت نورا جزءًا من الفريق السعودي الأول لكرة الصالات الذي حصل على الميدالية البرونزية في ألعاب دول مجلس التعاون الخليجي 2019. وكانت أيضًا في التشكيلة السعودية لبطولة اتحاد غرب آسيا لكرة الصالات للسيدات 2022 في المملكة العربية السعودية، حيث وصل المنتخب إلى النهائي.
في فبراير 2022، اختيرت ضمن أول فريق وطني سعودي لكرة القدم لمواجهة سيشيل وجزر المالديف. ظهرت لأول مرة مع المنتخب في 20 فبراير 2022 في المباراة ضد سيشيل. في سبتمبر 2022، سجلت إبراهيم أول هدف دولي لها في مباراة التعادل 3–3 أمام بوتان.

## الحياة الشخصية
فقدت نورا والديها في سن مبكرة.

## الإحصائيات المهنية

### دوليا
اعتبارا من 8 يناير 2024
| المنتخب الوطني | السنة   | الظهور | الأهداف |
| -------------- | ------- | ------ | ------- |
| السعودية       | 2022    | 4      | 1       |
| السعودية       | 2023    | 13     | 2       |
| السعودية       | 2024    | 0      | 0       |
| المجموع        | المجموع | 14     | 3       |

#### الأهداف الدولية
| #. | التاريخ        | المكان                                           | الخصم     | الهدف | النتيجة | المسابقة                            |
| -- | -------------- | ------------------------------------------------ | --------- | ----- | ------- | ----------------------------------- |
| 1. | 24 سبتمبر 2022 | استاد الأمير سلطان بن عبد العزيز، أبها، السعودية | بوتان     | 3–3   | 3–3     | مباراة ودية                         |
| 2. | 15 يناير 2023  | استاد الأمير سعود بن جلوي، الخبر، السعودية       | جزر القمر | 1–0   | 2–0     | البطولة الدولية الودية للسيدات 2023 |
| 3. | 13 يونيو 2023  | جيرونا، إسبانيا                                  | أندورا    | 1–2   | 1–3     | مباراة ودية                         |

## الإنجازات
السعودية
- البطولة الدولية الودية للسيدات : الخبر 2023

السعودية لكرة الصالات
- وصيف بطولة اتحاد غرب آسيا لكرة الصالات للسيدات: 2022

الجوائز الفردية
- أفضل لاعبة في بطولة اتحاد غرب آسيا لكرة الصالات للسيدات: 2022